# Església d'Ognissanti (Florència)

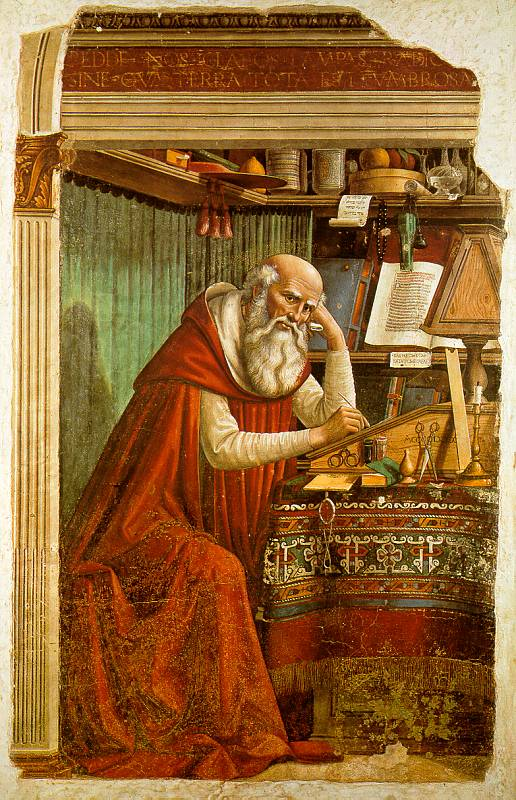
Sant Jeroni al seu gabinet, fresc de Domenico Ghirlandaio, 1480.

L'Església de Tots els Sants (en italià, Chiesa di Ognissanti) és un temple franciscà situat a Florència, Itàlia. Fundada a mitjan segle xiii per l'ordre laica dels Umiliati, l'església es va dedicar a tots els sants i màrtirs, coneguts i desconeguts.

## Orígens: l'església dels Umiliati
L'església, iniciada l'any 1251 formava part del complex conventual dels Umiliati, una ordre llombarda que va arribar a Florència el 1239.
Encara que la seva regla va ser aprovada pel papa Honori III, l'ordre formava part dels moviments de pobresa propers a la heretgia. Els Umiliati es van afirmar com a congregació laica masculina i femenina, dedicada a la perfecció evangèlica i a la pobresa, però especialment al treball, que era part integrant de la vida dels religiosos, obstinats sobretot en l'elaboració de la llana i del vidre.
A Florència els Umiliati es van establir primer fora de la ciutat, després dins de l'església de Santa Llúcia. Gradualment van estendre les seves propietats fins a comprendre un oratori sobre el borgo, on van fer construir l'església ad honorem Sanctorum Omnium i el convent; el complex es va acabar el 1260.
Els Umiliati, per llur dedicació i probitat dels germans i germanes laics, va guanyar reputació a Florència, i van començar a acumular obres d'art a llur església molt senzilla. Per a l'altar major Giotto va pintar la celebrada Verge i Nen amb àngels, avui als Uffizi, al voltant de 1310.
En la sagristia es conserven altres obres gòtiques, com una Crucifixió al fresc de Taddeo Gaddi. Sobre la porta de la sagristia hi ha un crucifix de fusta obra de Veit Stoss. A l'esquerra de la façana hi ha un campanar construït al segle xiii i xiv.

## Renaixement
A les capelles de la nau es conserven frescos del Quattrocento, de Ghirlandaio i Botticelli.
El fresc de Botticelli Sant Agustí al seu gabinet, s'equilibra amb el de Ghirlandaio Sant Jeroni al seu gabinet a la capella a l'altre costat de la nau, executats tots dos el 1480. Potser el millor fresc d'Ognissanti és obra de Ghirlandaio: un Últim Sopar en el refetor entre els dos claustres, una obra amb la qual Leonardo estava íntimament familiaritzat.
Ognissanti era la parròquia dels Vespucci. A la capella que porta el seu nom hi ha un fresc de Domenico Ghirlandaio amb el seu germà David (al voltant de 1472), de la Verge de la Misericòrdia protegint els membres de la família Vespucci, inclou el retrat de Amerigo Vespucci de nen. Seria el jove que apareix entre la Verge i l'home de vermell tornat d'esquena.
Un petit disc de marbre blanc, en una capella del transsepte de la dreta, marca el lloc on va ser enterrat Botticelli, als peus de la tomba del seu model, la bella Simonetta Vespucci, que va ser proclamada «Reina de la bellesa» durant un torneig de justes, el 1475.

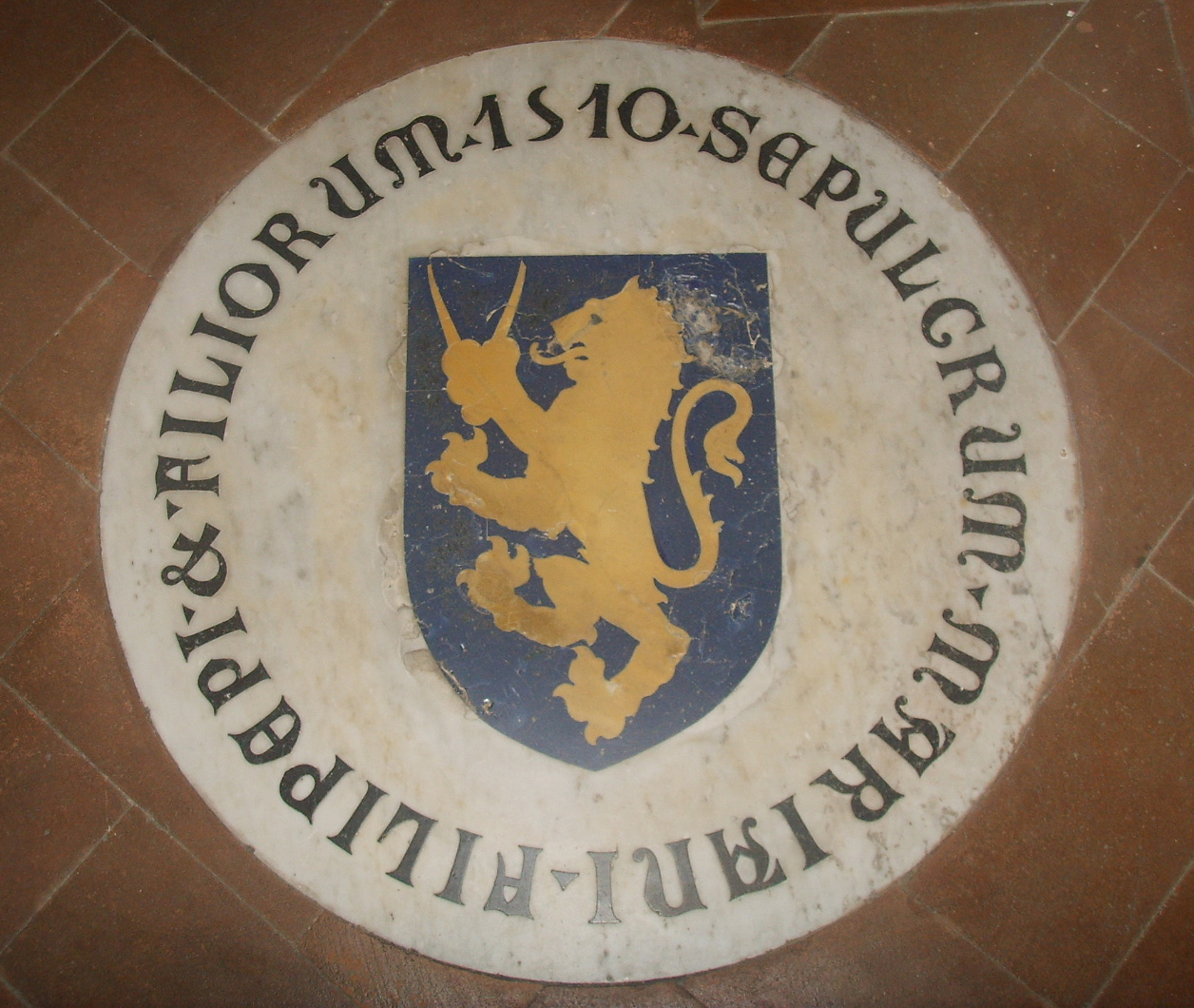
Disc de marbre que indica el lloc en què reposen les restes del pintor Sandro Botticelli, més conegut com Botticelli.

Durant el segle xvi els Umiliati van decaure, i l'orde franciscà va assumir el control de l'església el 1571, portant relíquies precioses, com la roba que hauria portat Francesc d'Assís.

## Modificacions barroques
L'església va ser gairebé completament reconstruïda segons dissenys barrocs de Bartolomeo Pettirossi, al voltant de 1627, amb una façana de Matteo Nigetti, 1637— que conserva les grans lunetas de terracora a l'estil de Della Robbia, avui atribuïdes a Benedetto Buglioni, sobre l'entrada: Ognissanti va estar entre els primers exemples d'Arquitectura barroca que va penetrar en aquesta ciutat renaixentista. Els seus dos ordres de pilastres tanquen nínxols i finestres amb cornises fantàstiques.
A l'interior, la remodelació barroca va reedificar completament l'absis amb un altar de pietre duri (un tipus de mosaic amb pedres, derivat del mosaic romà d'Orient, típic de Florència) i una perspectiva sotto in la seva (1770) en el sostre voltat de la nau.